# Billingham Cup
Il Billingham Cup è stato un torneo femminile di tennis che si disputava a Billingham in Gran Bretagna.

## Albo d'oro

### Singolare
| Anno | Campionessa          | Finalista      | Punteggio |
| ---- | -------------------- | -------------- | --------- |
| 1972 | Margaret Smith Court | Julie Heldman  | 7-5, 6-1  |
| 1973 | Virginia Wade        | Nathalie Fuchs | 6-0, 6-2  |

### Doppio
| Anno | Campionesse                        | Finalista                 | Punteggio     |
| ---- | ---------------------------------- | ------------------------- | ------------- |
| 1972 | Margaret Smith Court Virginia Wade | Patti Hogan Sharon Walsh  | 6-3, 6-2      |
| 1973 | Marita Redondo Virginia Wade       | Glynis Coles Sharon Walsh | 6-7, 6-3, 6-2 |